# بخش تولهوین
بخش تولهوین (به اسپانیایی: Departamento Tolhuin) یک منطقهٔ مسکونی در آرژانتین است که در استان تیرا دل فوئگو، آرژانتین واقع شده‌است. بخش تولهوین ۱۱٬۲۴۳ کیلومتر مربع مساحت دارد.